# Gitanopsis vilordes
Gitanopsis vilordes är en kräftdjursart som beskrevs av J. L. Barnard 1962. Gitanopsis vilordes ingår i släktet Gitanopsis och familjen Amphilochidae. Inga underarter finns listade i Catalogue of Life.